# Joseph Choong
Joseph Tzen Zhun Choong (conocido como Joe Choong; Londres, 23 de mayo de 1995) es un deportista británico que compite en pentatlón moderno.
Participó en dos Juegos Olímpicos de Verano, en los años 2016 y 2020, obteniendo una medalla de oro en Tokio 2020, en la prueba masculina.
Ganó una medalla de oro en el Campeonato Mundial de Pentatlón Moderno de 2023, en la prueba individual. En los Juegos Europeos de Cracovia 2023 consiguió una medalla de plata en la prueba individual.
En 2022 fue nombrado miembro de la Orden del Imperio Británico (MBE).

## Palmarés internacional
| Juegos Olímpicos   | Juegos Olímpicos   | Juegos Olímpicos | Juegos Olímpicos |
| Año                | Lugar              | Medalla          | Competición      |
| ------------------ | ------------------ | ---------------- | ---------------- |
| 2020               | Tokio ( Japón)     | Medalla de oro   | Individual       |
| Campeonato Mundial |                    |                  |                  |
| Año                | Lugar              | Medalla          | Competición      |
| 2023               | Bath (Reino Unido) | Medalla de oro   | Individual       |
| Juegos Europeos    |                    |                  |                  |
| Año                | Lugar              | Medalla          | Competición      |
| 2023               | Cracovia (Polonia) | Medalla de plata | Individual       |